# Пеперуда монарх
Пеперудата монарх е вид пеперуда от семейство Многоцветници (Nymphalidae). Размахът на крилата е 8,9 – 10,2 cm.

## Разпространение
Разпространена е в Северна Америка, Южна Америка (до Амазонка), някои острови в Океания, Австралия, Малайския архипелаг, Азорските и Канарските острови.

## Размножаване
Тази пеперуда снася над двеста яйца. В продължение на една година се раждат четири поколения. Първите три поколения имат средна продължителност на живота около 5 – 6 седмици. Четвъртото поколение обаче е много различно и се нарича Метусалем – по името на най-дълголетния човек, споменат в Библията.
1. ↑  Danaus plexippus (Linnaeus, 1758). // IUCN Red List of Threatened Species. International Union for Conservation of Nature. Посетен на 3 януари 2023 г. (на английски)